# Forest of Equilibrium
| Recensione | Giudizio |
| ---------- | -------- |
| AllMusic   |          |

Forest of Equilibrium è il primo album dei Cathedral, band britannica di doom metal.
Pubblicato nel 1991 su etichetta Earache Records, è considerato un classico del suo genere.

## Tracce
1. Picture of Beauty & Innocence (Intro)/Comiserating the Celebration – 11:16 (Jennings/Dorrian)
2. Ebony Tears – 7:46 (Jennings/Dorrian)
3. Serpent Eve – 7:40 (Jennings/Griffiths)
4. Soul Sacrifice – 2:54 (Jennings/Griffiths)
5. A Funeral Request (Ethereal Architect) – 9:17 (Lehan/Griffiths/Park Barnitz)
6. Equilibrium – 6:08 (Jennings/Dorrian)
7. Reaching Happiness, Touching Pain – 9:08 (Jennings/Dorrian)

Durata totale: 54:09